# Chrysiptera
Chrysiptera är ett släkte i familjen frökenfiskar (Pomacentridae).

## Arter
- Chrysiptera albata
- Chrysiptera annulata
- Chrysiptera biocellata
- Chrysiptera bleekeri
- Chrysiptera brownriggii
- Chrysiptera caeruleolineata
- Blå djävul (Crysiptera cyanea)
- Chrysiptera flavipinnis
- Chrysiptera hemicyanea
- Chrysiptera kuiteri
- Gulfenad blå frökenfisk (Chrysiptera parasema)
- Chrysiptera rapanui
- Chrysiptera rex
- Chrysiptera rollandi
- Chrysiptera sheila
- Chrysiptera sinclairi
- Chrysiptera springeri
- Chrysiptera starcki
- Talbots frökenfisk (Chrysiptera talboti)
- Fijifröken (Chrysiptera tapou)
- Chrysiptera traceyi
- Chrysiptera tricincta
- Chrysiptera unimaculata